# Bănel Nicoliță
Banel Nicoliţă (nascut el 7 de gener de 1985) és un exfutbolista professional romanès, i actual gerent.

## Carrera de club

### Dacia Unirea Brăila i Politehnica Timișoara
Va debutar a la Lliga Romanesa II, jugant al Dacia Unirea Brăila. Després, es va unir a la Politehnica Timișoara, fent el seu debut a la Divizia A als 19 anys. No obstant això, només va jugar 15 aparicions a la lliga amb el club abans de traslladar-se al Steaua de București, a principis de 2005, va signar un contracte de 5 anys amb el Steaua.

### Steaua București
Poc després d'unir-se al Steaua, Nicoliță va guanyar el seu primer títol de Lliga I en la seva primera temporada amb l'equip. És conegut com un humil i treballador, encara que poc tècnic, la velocitat i la rapidesa són els seus punts forts.
A la primavera de 2006, va marcar dos gols en el partit contra el Reial Betis, seus gols van obrir la porta del Steaua als quarts de final de la Copa de la UEFA, i després va tornar a marcar als quarts de final, aquesta vegada contra el Rapid București per ajudar el seu equip. arribar a les semifinals.
L'1 de novembre de 2006, va marcar un autogol contra el Reial Madrid en un partit de la Lliga de Campions. Malauradament per a ell i el conjunt romanès, això va resultar determinant en el resultat del partit. Va afirmar que no va poder dormir durant 48 hores després de marcar-lo. Després d'un partit amb el FC Argeș, el diari romanès Gazeta Sporturilor el va batejar Bănelinho.
El 27 d'agost de 2008, ha marcat un gol en el partit contra el Galatasaray, a la tercera ronda de classificació de la UEFA Champions League, que va enviar el Steaua București a la fase de grups per tercer any consecutiu.
A partir de la temporada 2010-11, Bănel va ser el nou capità del Steaua, però amb l'arribada del nou entrenador Ilie Dumitrescu, aviat va cedir el braçalet a Cristian Tănase.

### Saint-Étienne
El 30 d'agost de 2011, Saint-Étienne va anunciar al seu lloc web oficial que havien trobat un acord amb el Steaua per al trasllat de Nicoliță i que el jugador volaria a França i es sotmetria a un examen mèdic l'endemà. Estant en el seu darrer any de contracte amb el Steaua București, la quota de traspàs va ser de 700.000 €. Va signar un contracte per valor de 400.000 euros anuals.
El 6 de novembre va marcar el seu primer gol ajudant l'Saint-Étienne a empatar contra el Montpeller, segon classificat. En un partit contra el Sochaux, Nicoliță va oferir l'assistència a l'adolescent Zouma per donar la victòria al Saint-Étienne. Després de només sis mesos amb la selecció francesa, es va convertir en líder marcant 3 gols i oferint 3 assistències després de les seves primeres 11 aparicions. El febrer de 2012, Nicoliță va tenir un pegat difícil, tenint un parell de jocs no tan convincents, sent descrit com a monòton. Al març, va estar un parell de setmanes de baixa, per problemes de lligaments. Es va recuperar a finals de març de 2012 i va jugar els partits contra el Montpeller i l'Olympique de Lió, ambdues derrotes per 1-0.

#### Cessió a Nantes
El 2 de setembre de 2013, el club de la Ligue 1 FC Nantes va confirmar que Nicoliță va ser cedit durant una temporada pel Saint-Étienne. Va fer una assistència al seu primer partit contra el FC Sochaux.

## Carrera internacional
Nicoliță ha guanyat 34 partits amb Romania fins al moment i ha marcat un gol. També va ser internacional sub-21 romanès.
El 25 de març de 2008, va ser condecorat pel president de Romania, Traian Băsescu pels resultats de la classificació per a l'EURO 2008 i la classificació per a la UEFA Euro 2008 Grup C amb la Medalia "Meritul Sportiv" - (La medalla "El mèrit esportiu") classe II amb dos barrets.
Va ser capità per primera vegada en un amistós contra San Marino l'11 d'agost de 2011.

## Vida personal
Nicoliță és d'ètnia gitana, un dels sis germans criats per la seva mare a la petita i empobrida ciutat de Făurei, Nicoliță va créixer decidit a tenir èxit i la seva velocitat i diligència al camp són una prova de la seva passió sense aliar pel joc.
Un dels seus germans, Stelian també és un futbolista professional que va jugar al CF Brăila i altres equips de les lligues inferiors de Romania. Bănel i Stelian van jugar junts a l'equip de la seva ciutat natal, el CS Făurei.
Nicoliță ha rebut el sobrenom de Jardel en honor al famós Mário Jardel del Brasil.